# Arjeplog (Gemeinde)
Koordinaten: 66° 3′ N, 17° 54′ O

Arjeplogs kommun (schwedisch, lulesamisch Árjepluovve kommuvnna) ist eine Gemeinde in der nordschwedischen Provinz Norrbottens län und der historischen Provinz Lappland. Die Gemeinde ist Teil des samischen Verwaltungsgebietes (schwedisch Förvaltningsområdet för samiska) und damit offiziell mehrsprachig.
Ihr Hauptort ist Arjeplog. Weitere Ortschaften sind Jäckvik, Laisvall,  Mellanström, Slagnäs. Durch die Gemeinde führt der Riksväg 95, genannt ‚Silberstraße‘ (Silvervägen), von Skellefteå nach Bodø.

## Geographie
Die Gemeinde, die im Zentrum Lapplands liegt, erstreckt sich von der norwegischen Grenze entlang der Flüsse Piteälven und Laisälven sowie des Seensystems Hornavan-Uddjaure-Storavan, das vom Skellefte älv entwässert wird, etwa 70 Kilometer nach Südosten in das Skandenvorland. Etwa ein Drittel des Gemeindegebietes liegt im Hochgebirge mit Gipfeln zwischen 1200 und 1800 Meter.
Arjeplog hat Anteil an den Nationalparks Padjelanta und Sarek; auf seinem Gebiet befinden sich weitere 13 Naturschutzgebiete. Nur ein kleiner Teil des Gemeindegebietes im Südosten ist landwirtschaftlich nutzbar.

## Wirtschaft
Rentierzucht und Forstwirtschaft sind traditionelle Wirtschaftszweige in der Gemeinde. Wichtig ist auch der Fremdenverkehr, der nach dem Bau der Reichsstraße 95 und der verkehrsmäßigen Erschließung des Gebirges stark zugenommen hat. Arjeplog ist auch zu einem Zentrum für Wintertests von Autos und der dazugehörigen Ausrüstung geworden. Diese Branche beschäftigt heutzutage genauso viele Menschen wie der Fremdenverkehr.

## Silber
In der Gemeinde wurden um 1620 die ersten Silberfunde gemacht, und zwischen 1635 und 1659 entwickelte sich der Bergbau. Der jährliche Silberertrag wird auf 36 Kilogramm geschätzt. 1659 wurde der Minenort von den Dänen und Norwegern zerstört. Der Bergbau wurde erst 1719 wieder aufgenommen und 1810 wegen mangelnder Rentabilität eingestellt.